# Neodiplocampta sepia
Neodiplocampta sepia är en tvåvingeart som beskrevs av Hull 1966. Neodiplocampta sepia ingår i släktet Neodiplocampta och familjen svävflugor. Inga underarter finns listade i Catalogue of Life.